# 001 Coordinate
001 Coordinate (reso graficamente come #001 Coordinate) è il quarto EP del musicista italiano Dardust, pubblicato il 28 gennaio 2022 dalla Masterworks.

## Descrizione
Si tratta del primo dei quattro EP che hanno anticipato il quinto album Duality e si compone di due brani. Il primo, Parallel 43, reso disponibile per l'ascolto il 21 gennaio, rappresenta un omaggio alla città natale di Dardust (Ascoli Piceno, situato sul 43º parallelo nord) e si caratterizza per un incrocio tra sonorità elettroniche e jazz. Il secondo è invece intitolato Dono per un addio ed è una composizione per solo pianoforte dedicata dall'artista al padre scomparso un anno prima.

## Tracce
Testi e musiche di Dardust.
1. Parallel 43 – 4:17
2. Parallel 43 (Electro Edit) – 3:25
3. Dono per un addio – 4:21

## Formazione
Hanno partecipato alle registrazioni, secondo le note di copertina di Duality:
Musicisti
- Dario Faini – voce, elettronica, sintetizzatore, programmazione e dubbing (tracce 1 e 2), pianoforte (traccia 3)
- Enrico Gabrielli – flauto traverso, sassofono e clarinetto basso (tracce 1 e 2)
- Amedeo Nan – chitarra elettrica (tracce 1 e 2)
- Matteo Castiglioni – sintetizzatore e tastiera (tracce 1 e 2)
- Maurizio Gazzola – basso elettrico (tracce 1 e 2)
- Marco Falcon – batteria (tracce 1 e 2)
- Giovanni Ferrazzi – programmazione ed elettronica (tracce 1 e 2)

Produzione
- Dardust – produzione
- Taketo Gohara – supervisione artistica (tracce 1 e 2), produzione (traccia 3)
- Niccolò Fornabaio – registrazione (tracce 1 e 2)
- Federico Slaviero – assistenza tecnica (tracce 1 e 2)
- Vanni Casagrande – assistenza alla programmazione e al dubbing (tracce 1 e 2)
- Irko – missaggio e mastering (tracce 1 e 2)
- Davide Dell'Amore – assistenza alla registrazione (traccia 3)
- Francesco Donadello – missaggio (traccia 3)
- Egidio Galvan – mastering (traccia 3)